# Neurofisina I
La neurofisina I és una proteïna portadora que s'uneix a l'oxitocina i la transporta des de l'hipotàlem al lòbul posterior de la hipòfisi, al llarg de l'axó que s'origina al nucli paraventricular de l'hipotàlem. Té una grandària de 10 kDa i conté entre 90 i 97 aminoàcids.